# Kinoguitan
Kinoguitan (Bayan ng Kinoguitan) är en kommun i Filippinerna. Kommunen ligger på ön Mindanao, och tillhör provinsen Misamis Oriental. Folkmängden uppgår till 10 519 invånare.
Kinoguitan är indelat i 15 barangayer.